# The Royal Magazine
The Royal Magazine was een Brits (literair) maandblad dat verscheen van november 1898 tot september 1939. Het blad werd opgericht en uitgegeven door Sir Arthur Pearson, een Britse krantenmagnaat die vooral bekend is als de oprichter van de tabloid Daily Express.
De oplage van het eerste nummer van het tijdschrift bedroeg volgens eigen opgave een miljoen exemplaren.
In de jaren 30 van de 20e eeuw veranderde het blad enkele keren van naam in een poging om het lezerspubliek te behouden. In 1930 werd de titel 'The New Royal Magazine', in 1932 werd gekozen voor 'The Royal Pictorial', in 1935 voor 'The Royal Screen Pictorial'; nog datzelfde jaar werd het 'The Screen Pictorial'. Met het uitbreken van de Tweede Wereldoorlog werd de uitgave van het blad stilgezet. Er waren toen onder de verschillende titels 491 afleveringen verschenen.
The Royal Magazine publiceerde werk van onder anderen de romanschrijvers William Hope Hodgson, Sax Rohmer, M.P. Shiel en Barones Orczy. Ook Agatha Christies korte verhaal 'The Tuesday Night Club' verscheen in het blad, het eerste verhaal waarin de fameuze amateur-detective Miss Marple ten tonele wordt gevoerd. Dit zou later het eerste hoofdstuk vormen van de detectiveroman 'The Thirteen Problems'.